# Chiesa della Santissima Trinità (Nago-Torbole)
La chiesa della Santissima Trinità è una chiesa sussidiaria a Nago, frazione di Nago-Torbole, in Trentino. Appartiene alla zona pastorale di Riva e Ledro nell'arcidiocesi di Trento e risale al XVII secolo.

## Storia

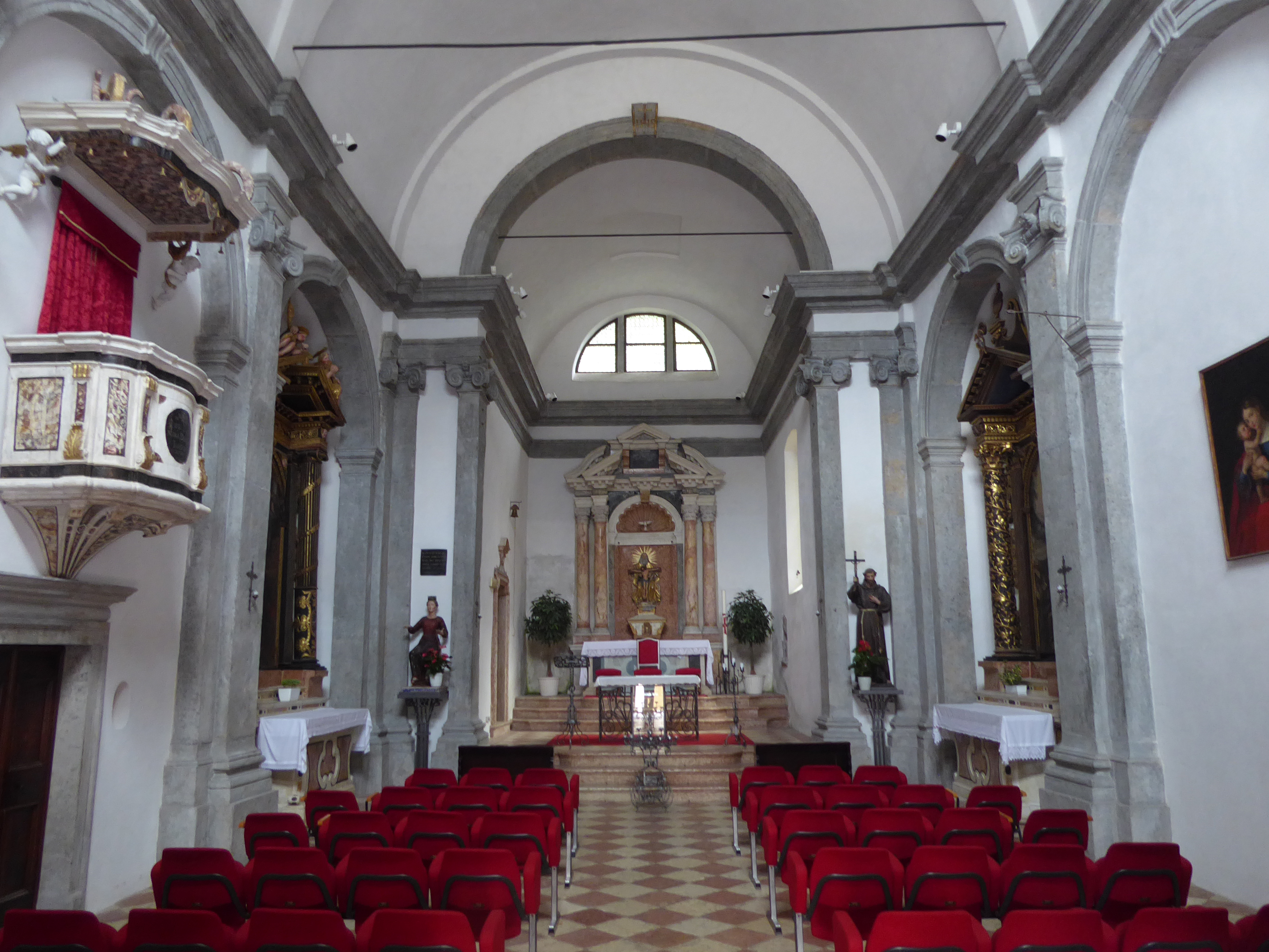
Interno

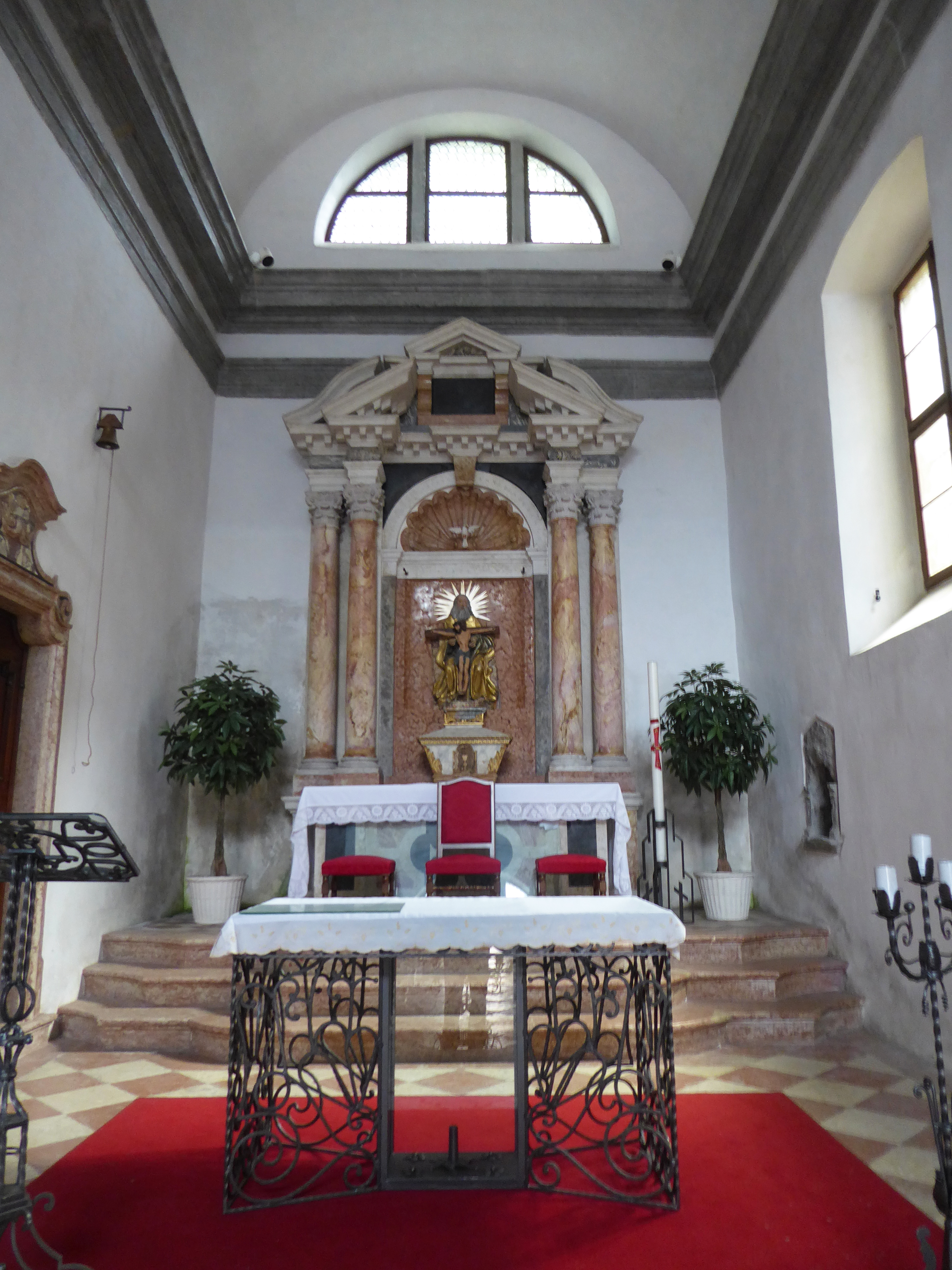
Presbiterio con altare maggiore e altare postconciliale.

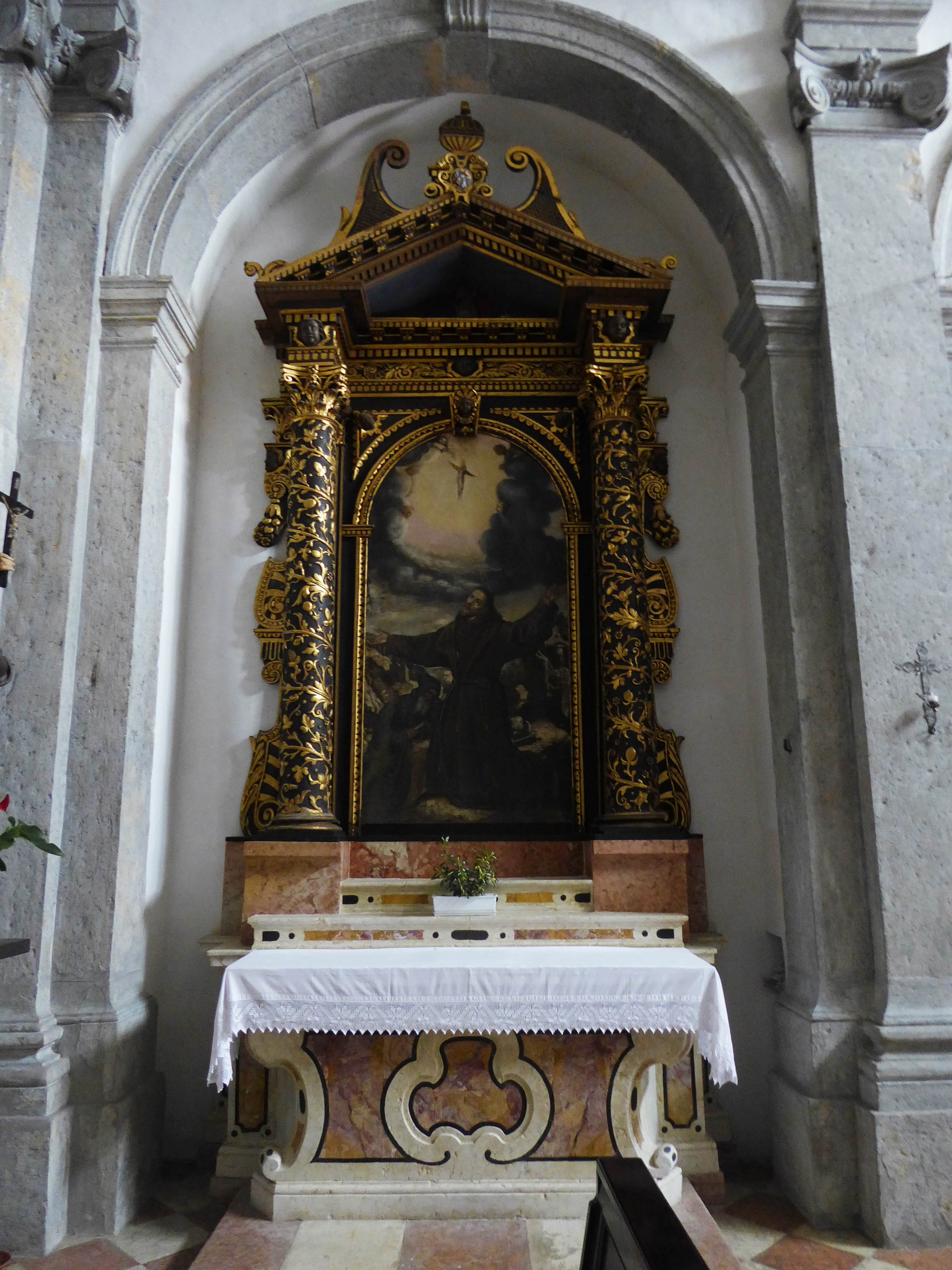
Altare laterale destro.

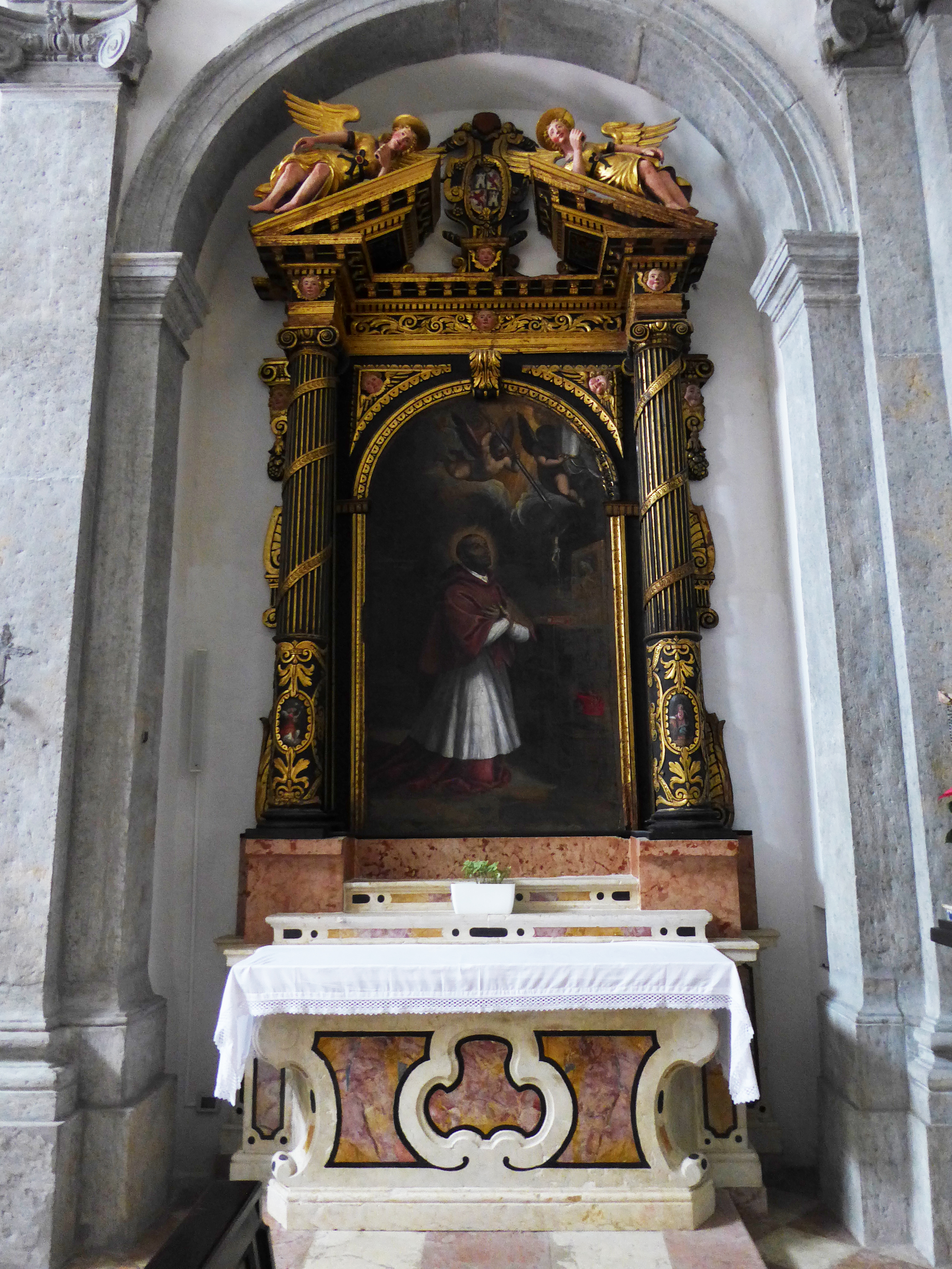
Altare laterale sinistro.

L'inizio della costruzione della chiesa risale al 18 maggio 1618, quando venne posta la prima pietra per iniziativa della famiglia Tonelli di Nago. Il luogo scelto per edificarla fu l'interno dell'ospizio di Nago, che in quel momento veniva condotto dalla confraternita della Santissima Trinità. L'ospizio era sul colle di san Zeno.
La nuova chiesa fu consacrata con cerimonia solenne nel 1636 da Carlo Emanuele Madruzzo, principe vescovo di Trento.
Quando la confraternita venne soppressa, nel 1782, la chiesa divenne l'oratorio dei fratelli del Santissimo Sacramento.
Nei primi anni del XIX secolo i militari austriaci la profanarono e in seguito, nel 1804, venne benedetta.
All'inizio del XX secolo venne arricchita di una gradinata, davanti al portale della facciata. Nella seconda parte del secolo venne restaurata e un nuovo intervento conservativo si è realizzato tra 2003 e 2004.

## Descrizione

### Esterni
Il luogo di culto mostra orientamento tradizionale verso est. Il prospetto principale si affaccia su una piccola piazza di Nago, tra gli altri edifici. Ha forme barocche ed è caratterizzato dal portale architravato sormontato da un piccolo frontone triangolare e al quale si accede con una breve scalinata. Sopra, in asse, una grande finestra a lunetta tripartita e a conclusione il frontone ad arco basso.

### Interni
La navata interna è unica e formata da tre campate. Il presbiterio è leggermente rialzato e davanti all'altare maggiore è posto l'altare postconciliare per l'adeguamento liturgico. La sala è di poco ampliata dalle due piccole nicchie laterali con altari.